# スピードワゴンのキャラメル on the beach
水曜JUNK2 スピードワゴンのキャラメル on the beach（スピードワゴンのキャラメル オンザビーチ）はTBSラジオをキー局にJRN系列各局で毎週水曜27:00〜28:00（木曜3:00〜4:00）に深夜放送されていたラジオ番組。お笑いコンビ、スピードワゴンの小沢一敬と井戸田潤がパーソナリティを務める。通称「キャラオン」。2002年10月10日放送開始、2007年3月28日放送終了。

## 概要
スタッフの1人がスピードワゴンのトークライブに来ており、そのスタッフが「2人にラジオをやらせたい」と言った事がきっかけとなり始まった。
放送開始から木曜JUNK2時代までは録音放送が基本だったが、水曜JUNK2に移動してからは基本的に生放送になった。
オープニングでは井戸田が歌う即興ソングから始まる場合が多い。メロディは「ゼビウス」のBGMが混じった独特なもの。曜日移動後は井戸田のニュースめった斬りを放送し始めたものの、あまりにグダグダしていたので長続きしなかった。さらにその後オープニングに井戸田の持ちキャラ、ハンバーグ師匠が登場したが、前者を超えるグダグダであった。
基本的に下ネタが多い。コーナーにも「エロ」がつくものが多かった時期がある（初期から中期）。採用するネタも下ネタが多い。とにかくエロく「子供に聞かせられない」と井戸田が言うほどである。スピードワゴンファンの大半は女性であるが、童貞の人やもてない男性からも多くのメール、ハガキが届く。小沢は「リスナーの9割は男。女の子は全然聞いてくれない」とぼやいている。そのせいかメール・ハガキの投稿者が女性だと若干2人のテンションが上がる。
トークでは普段の漫才とは違って、井戸田がボケて小沢が突っ込むことが多い。また普段とはテンションも逆であり、小沢のテンションが高く、井戸田は低い。グダグダとした雰囲気が特徴。2人が自身の性癖や恋愛遍歴、今狙っている女性タレントなど本音トークを繰り広げ、素に近い2人がうかがえた。また、スピードワゴンのマネージャーである扇京子氏（現在はバナナマンのチーフマネージャー）、浅井康成氏（現在はホリプロコム全体のチーフマネージャー、番組のコーナーであだ名をつけられた）のこともよくトークのネタになっていた。

## 来歴
- 2002年10月10日、「B-JUNK木曜日 スピードワゴンのNEXT TRACKS NEO」として放送開始（関東ローカル）。
- 2003年9月25日を最後にB-JUNKナビゲーターの矢村貴子が番組パーソナリティを抜ける。
- 2003年10月2日に「B-JUNK スピードワゴンのキャラメル on the beach」に改題、全国ネットになる。木曜日担当。
- 2005年4月7日、JUNK2開始。スピードワゴンは木曜日担当。「JUNK2 スピードワゴンのキャラメル on the beach」に。
- 2005年9月15日放送ではコーナーを休み、井戸田の結婚記念特別企画が放送された。
- 2006年4月5日に水曜JUNK2に移動。
- 2006年12月3日に、公開収録を行う。
- 2007年3月28日、約4年6ヶ月に亘った放送が終了。

## エピソード
- ダウンタウンの松本人志が「ラジオ聞いてるけど小沢の声聞いてると『あれ？韓国のラジオかな』って思う事があるよ」と小沢の声がラジオではより一層聞き取りにくいと発言している。
- 小沢は収録前苦手なカ行をスムーズに言える様カ行の発声練習を繰り返しやっている。
- 小沢の私物のiPod miniをリスナーにプレゼントした。愛用品であるが「ずっと聞いてくれてるリスナーのために」と惜しみつつ手放した。ラジオ内では「15000曲入ってるからね〜」と発言していたが小沢自身で調べたところ、約1300曲しか入っていない事が発覚した。
- 2005年8〜9月に放送された「uno」（資生堂）のテレビコマーシャルに出演した際の公式ホームページの投票ランキングで、小沢は5項目中2項目[1]で1位を獲得したにもかかわらずU.N.O.BANDに選ばれなかった事について「2つ取りました。でも選ばれない、おかしくない？」と不満を漏らした。これは過去にバンドをやっていた事もあり、相当悔しかったらしい。
- 2006年7月5日の放送でエレ片のコント太郎と「イパネマの娘を訳そう」というコーナー名で負けてしまい、15分間番組ジャックされた。
- 「恋するハニカミ!」で小沢と熊澤枝里子がデート。ハニカミプランで「小沢が熊沢にラジオを通して告白する」とあり雨上がり決死隊とのJUNK 交流戦スペシャル（2006年8月4日）で実行した。
- 井戸田が安達祐実との結婚を発表した直後のラジオのオープニングで、普段は「スピードワゴンのキャラメルオンザビーチ!」と言う所を、小沢は田中美佐子と深沢邦之にひっかけて「Take2のキャラメル on the beach!」というタイトルコールをした。
- 矢村貴子が抜けて2人だけの放送になってしばらくは、スタジオ内に妖精がいるという設定（SEで音声を挿入）で放送されていたが、いつの間にか妖精はいなくなった。
- 2005年に行われたJUNK夏祭りにて「僕らのラジオ聞いてくれてる人」と挙手を求めたところ、数人しか挙手せず軽く2人をへこませた。

### 小沢の爆弾発言
- 小沢はこのラジオで真相は不明であるが数々の驚くべき発言をしている。
- トーク内で「綺麗な男の子が好きです」「可愛い男の子と手をつなぐと普通勃起するよね」という発言をしたり、「嵐の松本潤なら性行為無しで一晩過せる」「劇団ひとりとデートに行った。女の子といるより、男といた方が楽しい」と発言し井戸田に「完全にゲイじゃないですか?」と疑われ、この発言により小沢の「ホモ疑惑」が浮上した。何だかんだで「エロアニメの女の子が一番好き」「ギューッとアソコを踏まれるのが好き」「全身に唾を垂らされるのが好き」とこのラジオでアブノーマルな性的嗜好が次々と明らかになっている。また「ドMでドマグロ」である事を明かしたのもこのラジオである。
- 最高の男子グループとして前述の松本潤、神木隆之介、次長課長の井上聡、V6の岡田准一を挙げた。後に松本潤がヌードを披露した時には放送中に異常なテンションになった。
- 「女の子といるとドキドキせず、変な話エッチな事ばかり考えてしまう」と発言し井戸田に「何でドキドキしないの?」と聞かれると「ドキドキするために、エッチな事考えるの」と答えた。

## コーナー
- サウンドステッカー

ジングルの一言ネタ。
- ハンバーグ師匠のハンバーグジョーク

「笑いの金メダル」のコーナー「ボケモン」にて、井戸田が終了直前に「最後にシュールなネタで笑わせたい」という思いで「オレだよオレ…ハンバーグだよ!!」と叫んだことからできたキャラ“ハンバーグ師匠”のネタをリスナーから募集するコーナー。
師匠（井戸田）に認められるとそのネタが買い取られる（ちなみに2007年2月22日の放送では「音楽ギフト券1000円分」でネタを買い取る場面を動画配信で確認することができた）。ちなみに、他にもハンバーグ師匠の愛弟子のライス（小沢）も出てくる事がある。
- 井戸田潤のニュースメッタ斬り!

井戸田が、世間やニュースを斬っていくコーナー。
- オザロックフェスティバル

小沢が自宅から持参したCDをただかけまくるという不特定（主にスペシャルウィーク）に行われた末期のコーナー。お笑い芸人の番組とは思えない量の曲がかかる。
- ヤザワとオザワと普通の井戸田

「矢沢永吉ならこんな時こう言うね」「小沢ならこう言うね」「井戸田ならこう言うだけじゃないか」という三者三様な発言や行動を募集し紹介するコーナー。いわゆる三段オチ。基本「ロックな台詞、少しエロの入った台詞、面白くない普通の台詞」の順。
- 浅井メモ

スピードワゴンのマネージャー・浅井氏がホリプロコムの社長に、スピードワゴンについての様々なことに付いて報告する謎のメモ「浅井メモ」の内容を募集し紹介するコーナー。
- エロ口言葉 - エロい早口言葉。
- エロことわざ - エロいことわざ。
- モモ川柳（当初は「エロ川柳」） - エッチな川柳。
- 訳詞まるひろ子のイトリ倶楽部

課題曲に日本語の訳詞を考えてもらう（エレ片のコント太郎内のコーナーで「エンヤのコーナー」に企画をパクられてしまった上、小沢の声が聞き取りにくい等の理由により終了した。ちなみに「スピードワゴンのキャラメル on the beach」と「エレ片のコント太郎」プロデューサーは同じ萩原プロデューサーである）。
- 浅井マネージャーのあだ名コーナー - スピードワゴンのマネージャーのあだ名を考える。「シルダシター・スタローン」に決定し終了。
- 期間限定付け焼刃企画W杯直前！教えてサッカー - サッカーにダメな小沢＆井戸田に色々教えるコーナー。基本妄想ネタ。
- 奇跡のフリ神のオチ - 先に決めてある話のオチのフリを考える。コーナー終了後、アンタッチャブルのJUNKにおいて似たコーナーが始まった。
- 新すぃ英語 - 有名人などの名前を英語に変換するコーナー。
- アソコがデッカクなちゃった。 - アソコが大きくなるような文章を考える。
- スピードワゴンの奇妙な冒険 - 芸能人とその人の「スタンド」を募集するコーナー。
- ウソー!トピックス - 嘘の新聞の見出しを送ってもらう。
- ピロークイズ - 枕元で彼女に囁く愛の言葉をクイズしたコーナー。
- 木曜ワイド劇潤 - 指定されたキーワードを盛り込み、井戸田が主人公の話を考えるコーナー。
- 代打後藤背番号00 - 元読売ジャイアンツの後藤孝志が代打として登場し、活躍する展開を考えるコーナー。
- 世界はそれを愛と呼ぶんだぜ - リスナーが熱い主張をする。
- エロ俳句- エッチな俳句。
- あいうエロ作文 - エッチなあいうえお作文。
- エロおとぎ話 - エロいおとぎ話を考える。
- ほしのあきダービー - ほしのあきがゲストで登場した際に言う挨拶を考える。
- 真剣30代　たられば - リスナーの皆さんの「たられば」な妄想、今さらどうにもならない過去を蒸し返して明日への希望としていこうというコーナー。
- 七つの海のラブレター - 七つの海を股にかける海賊「キャプテンオブラ」へのラブレターを募集するコーナー。リスナーからのラブレターにオブラが甘い言葉で返す。番組開始時からのコーナー。
- キャラメルアイランド - 井戸田が国王の国「キャラメルアイランド」のコーナー。開始当時はリスナーから大臣を募集していたが、途中からお后募集と称して女性リスナーに電話をつないでセクハラをするコーナーに変わっていった。番組開始時からのコーナー。
- ゆでたまご先生！ボクの考えたお笑い芸人です！

リスナーが考えた架空のお笑い芸人、架空のお笑いコンビ、または実際の有名人、芸能人でこんなお笑いコンビを募集して紹介するコーナー。
- 井戸田潤クイズ

井戸田に関するクイズを、井戸田がアドリブで面白く答える大喜利コーナー。
- 世にも奇妙な井戸田物語

## イトワングランプリ
- スペシャルウィークに行われた企画。リスナーや芸人、スタッフがネタを行い、井戸田を一番笑わせた人が優勝。優勝賞金は10万円（井戸田の自腹）。
- 小沢と井戸田が好きな食べ物を食べずに1週間我慢できるか賭けた。小沢はシーフドカレー、豚骨ラーメン、女川の牡蠣、井戸田はトロ、カルビ、水。井戸田がすぐにトロを食べてしまい、その罰金を賞金として1回目が開催された。

1回目：2004年6月17日（準決勝）　2004年6月24日（決勝）　優勝：キングオブコメディ今野
2回目：2006年6月14日　優勝：瞬間メタル

## Podcast
前半は番組のフリートーク、後半は放送終了後のフリートークを放送している通称「あとだし」
コーナーもある
- どうでもいいよ - 日常会話で「どうでもいいよ」と返される一言を募集する

## スタッフ
- プロデューサー：萩原慶太郎（通称：萩P）
- ディレクター：村上（通称：ムラさん）
- 作家：大井達郎（三代目、2005年4月〜）

## 過去のスタッフ
- 作家：山本鉄二（初代、NEXT TRACKS時代）
- 作家：新福謙二（二代目、2004年〜2005年3月）

## 番組に来たゲスト

### タレント
- 蒼井そら
- 鈴木あきえ
- 森下千里
- 小澤マリア

### お笑いタレント
- いつもここから
- エレキコミック
- キングオブコメディ
- 劇団ひとり
- ダイノジ
- 丁半コロコロ（コンビで1回のほか、西尾、さがねともそれぞれピンで1回ずつ登場）
- つぶやきシロー
- 東京ダイナマイト
- 徳井義実（チュートリアル）
- 長井秀和
- はなわ
- バナナマン
- ペナルティ
- 前田健
- ますだおかだ
- ユリオカ超特Q
- 渡部建（アンジャッシュ）

### ミュージシャン
- 西寺郷太（ノーナ・リーヴス）
- 松本素生（GOING UNDER GROUND）

### スポーツ選手
- 井端弘和（中日ドラゴンズ内野手）

### その他
- 堀江貴文（元ライブドア社長）
- 小笠原まさや